# L'Annonciation (Véronèse)
Pour les articles homonymes, voir L'Annonciation.

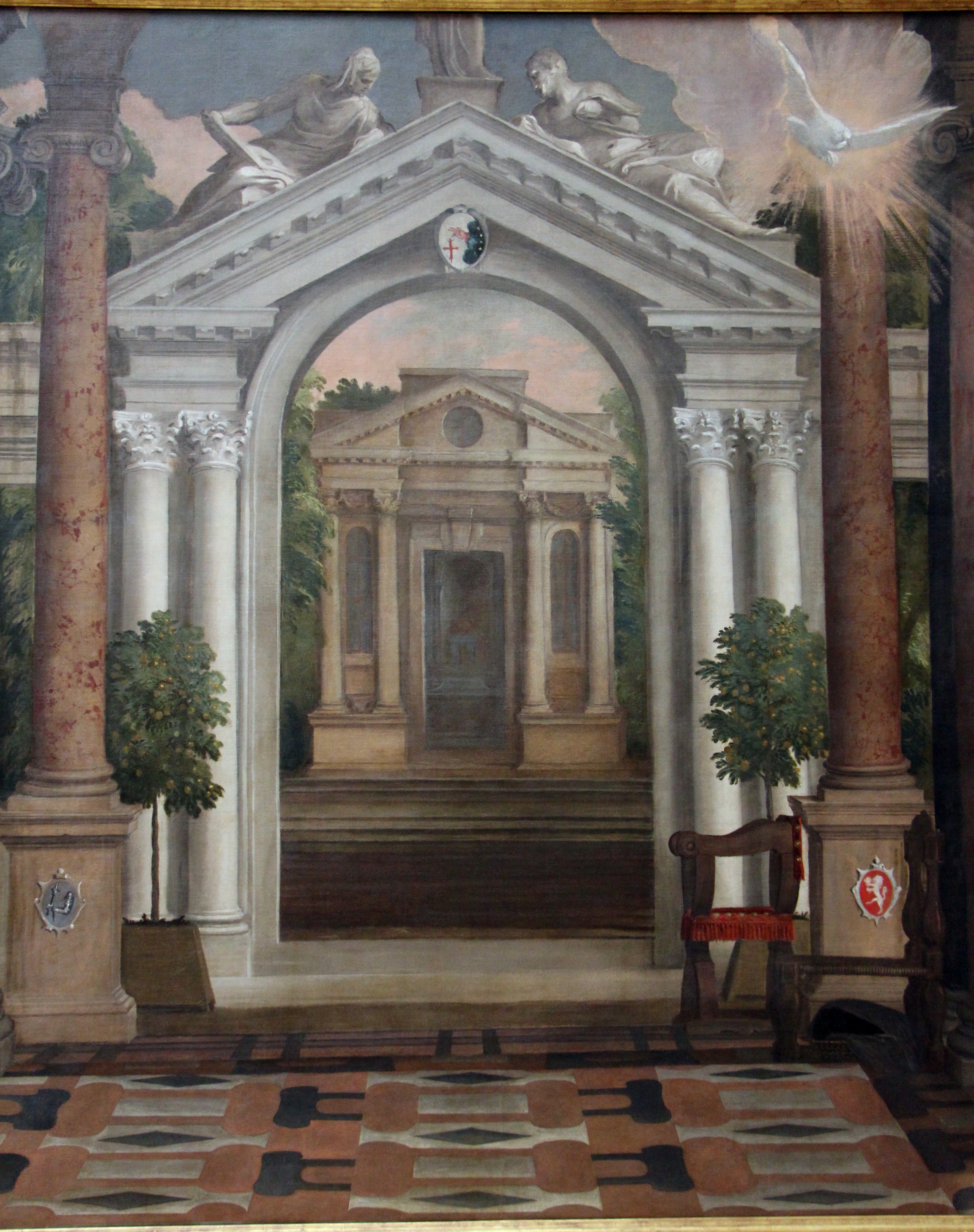
Point de fuite central initialement porte vers l'Albergo.

L'Annonciation est un tableau réalisé en 1578 par le peintre vénitien Paul Véronèse. Cette huile sur toile est une Annonciation qui se caractérise notamment par l'importance accordée à l'architecture du lieu  de la visite de Gabriel à Marie. Elle est conservée aux Galeries de l'Académie, à Venise.

## Description
Outre les arguments picturaux d'une Annonciation de type italien : l'« Ange annonciateur » volant à gauche et la « Vierge annoncée » surprise à droite, le Saint-Esprit en colombe dans une gloire dans un tout architectural à colonnes les séparant, figure, au centre, un portique au fronton triangulaire, peint en grisaille, qui porte  deux Allégories, celles de la Charité et de la Foi. Au-dessus de l'ouverture  menant au jardin, l'emblème du commanditaire, la Scuola dei Mercanti, une main bénissant la Croix,  est visible au milieu haut de l'arc cintré. D'autres armoiries, celles de familles des donateurs, figurent, près du sol carrelé, sur le premier ordre de colonnes dorées.
La composition perspective est fortement centrée, carrelage polychrome au premier plan, point de fuite donnant sur le tabernacle d'une chapelle au fond d'un jardin aux multiples arbres vus partiellement.  

## Histoire et analyse
Conçue initialement pour la Scuola dei Mercanti (où la peinture restera jusqu'an 1811) plus précisément sur un mur allant à la Sala dell' Albergo, la peinture est percée au centre pour permettre le passage vers celle-ci. Le dispositif perspectif s'éloigne donc pragmatiquement des impératifs picturaux albertiens du Quattrocento où les détails architecturaux expriment des sens sacrés (Columna  est Christus, infini non montrable sur le point de fuite...). Ce dispositif est devenu invisible depuis son déplacement de son emplacement in situ, avec son implication dans l'architecture réelle.
Loin d'être « théologisée », la perspective est ouvertement  « théâtralisée ».
De même, le format horizontal s'adapte strictement au lieu (taille du mur), de ce fait imposé par la commande, alors que les autres Annonciations de Véronèse s'expriment sur un format vertical :

Annonciations de Véronèse verticales.
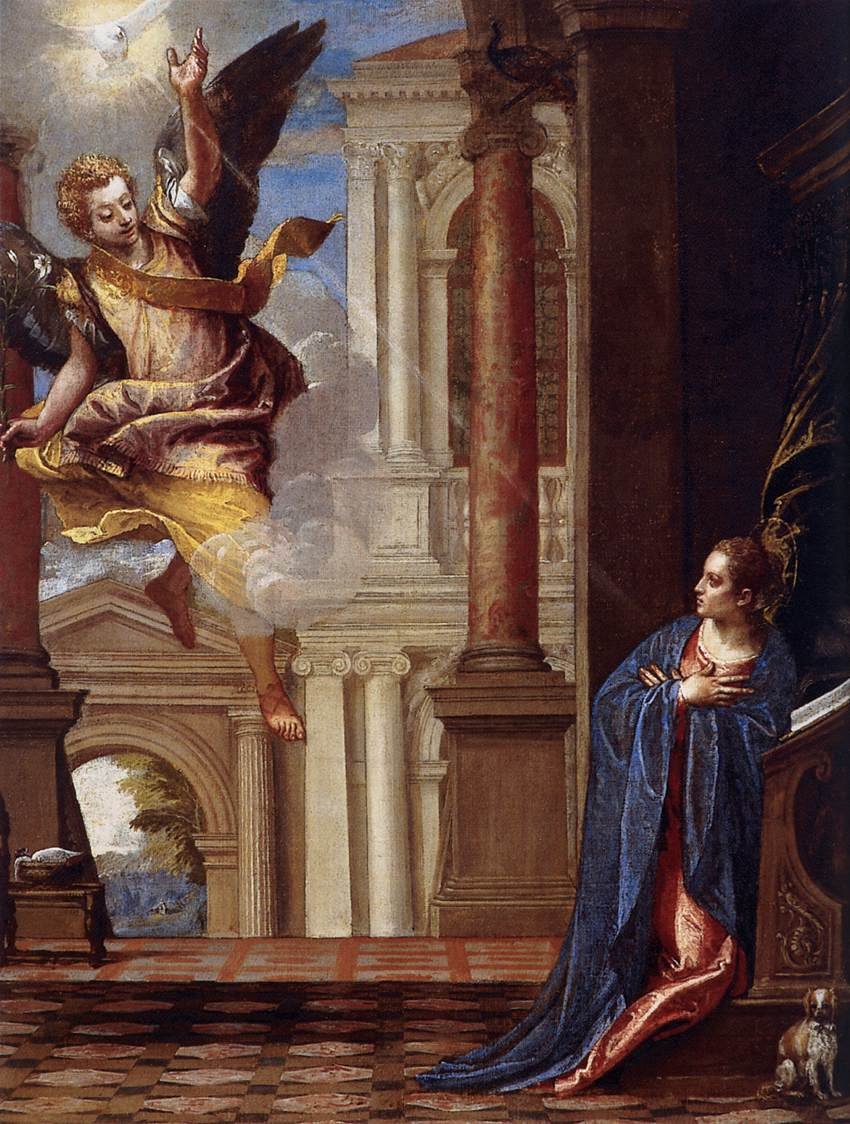
Musée Thyssen-Bornemisza.
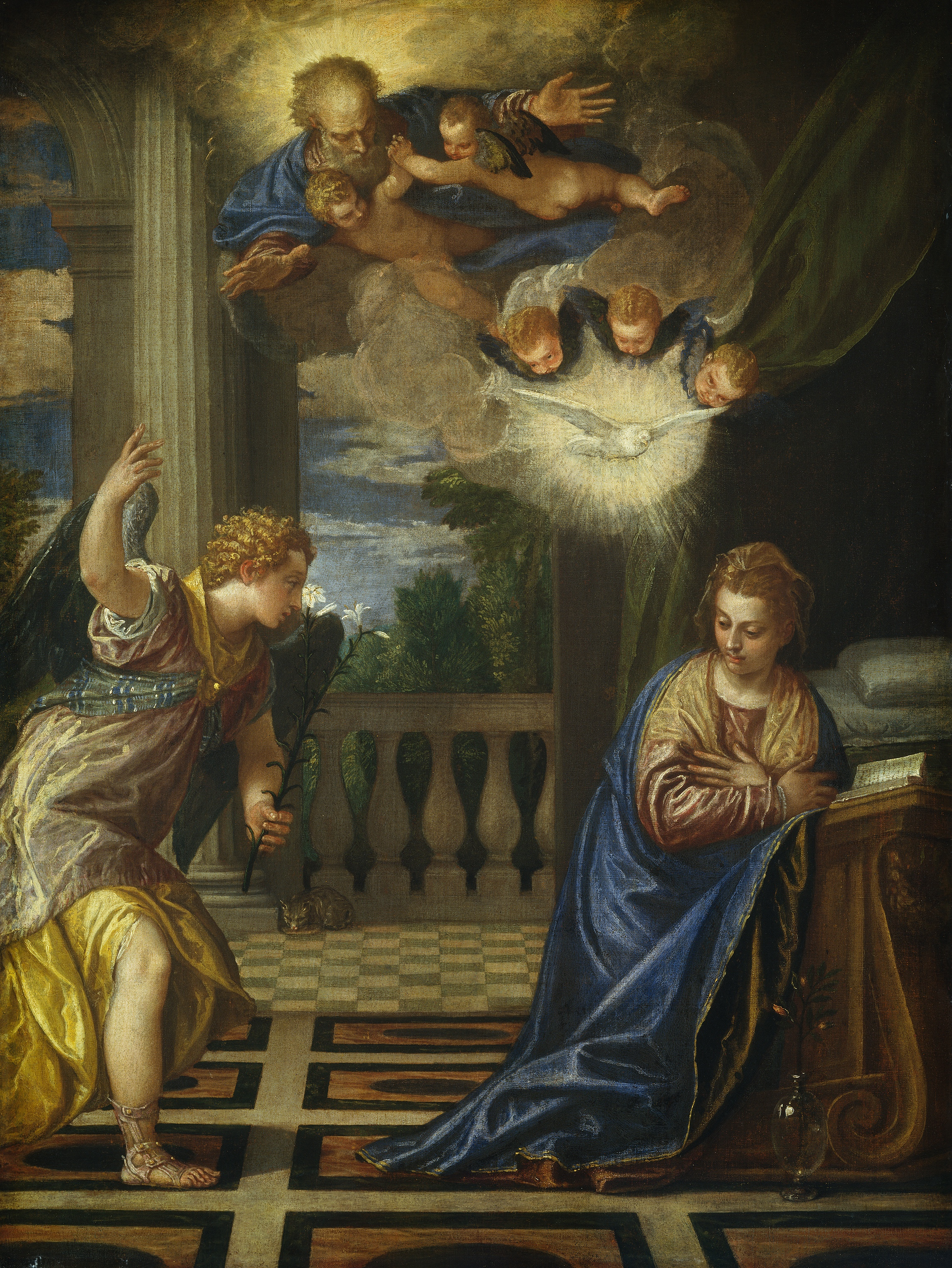
National Gallery of Art.
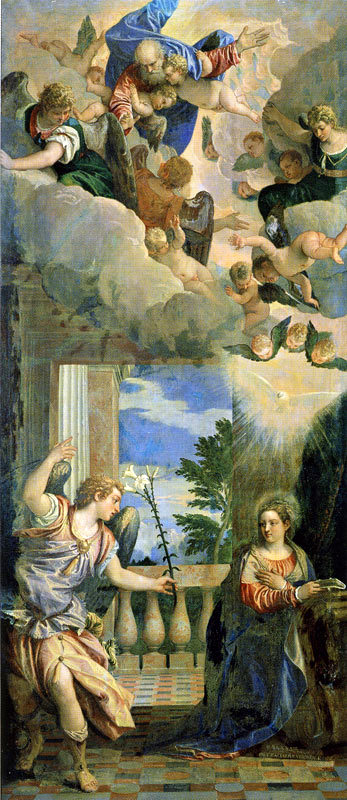
Monastère de l'Escurial.
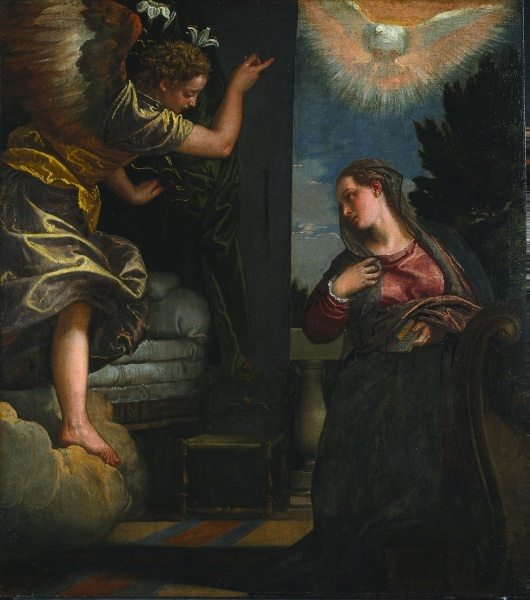
Cleveland Museum of Art.